# Fairfax, Virginia
Fairfax är en stad och ett countyfritt område (independent city) i delstaten Virginia i USA, inom Washingtons storstadsområde. Befolkningen uppgick till 22 565 personer vid folkräkningen år 2010. Fairfax utgör en enklav i Fairfax County, och är även huvudort (county seat) för det countyt utan att geografiskt ingå i det.